# Pieter Groeneweg

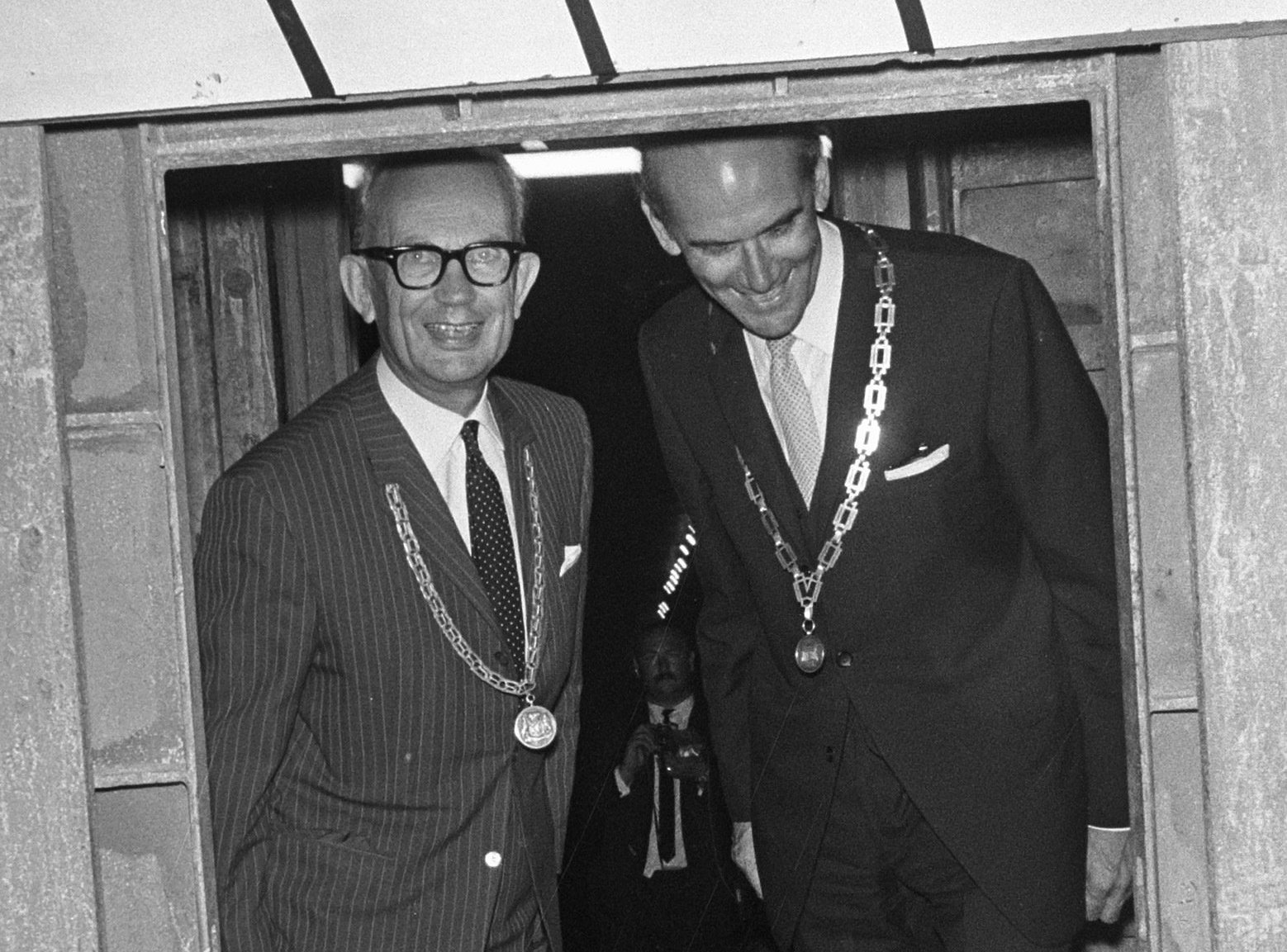
Opening in 1968 van onderwaterverbinding Maas door burgemeesters van Heinenoord (P. Groeneweg, links) en Barendracht (G. van Hofwegen)

Pieter Groeneweg (Zuid-Beijerland, 6 maart 1909 – 10 december 1989) was een Nederlands politicus van de ARP.
Aan het begin van zijn loopbaan was hij werkzaam bij de gemeentesecretarie van Zuid-Beijerland en in februari 1956 volgde hij A.A. Dubèl op als gemeentesecretaris van Numansdorp. Vanaf juli 1965 was Groeneweg de burgemeester van Heinenoord wat hij zou blijven tot zijn pensionering in april 1974. Eind 1989 overleed hij op 80-jarige leeftijd.